# 潔美·李·寇蒂斯
潔美·李·寇蒂斯（英語：Jamie Lee Curtis，1958年11月22日—）是一位美國女演員與童書作者。早期著名於恐怖電影中的尖叫演出。曾獲艾美獎提名，並曾獲頒金球獎。2021年榮獲第78屆威尼斯影展榮譽金獅獎。2023年憑《媽的多重宇宙》獲第95屆奧斯卡最佳女配角殊榮。 （页面存档备份，存于）

## 生平
寇蒂斯出生於加利福尼亞州的聖塔莫尼卡，她的父母是演員托尼柯蒂斯和演員珍妮特·利。她的祖父母是匈牙利猶太移民。她的兩個外曾祖父母是丹麥人，而她母親家族祖先是德國人和蘇格蘭人 - 愛爾蘭人。寇蒂斯的父母於1962年離婚。離婚後，她說她的父親「不在身邊」和「他不是父親，他對做父親不感興趣」。柯蒂斯有一個姐姐凱莉柯蒂斯，她也是一名演員，還有幾個同父異母的兄弟姐妹（均來自她父親的再婚）：亞歷山德拉，阿萊格拉，本傑明和尼古拉斯柯蒂斯（1994年因藥物過量而去世）。寇蒂斯在洛杉磯和比佛利山高中就讀Westlake學校（現哈佛 - 韋斯特萊克學校），並從Choate Rosemary Hall畢業。 1976年回到加利福尼亞，她就讀於加利福尼亞州斯托克頓的太平洋大學，主修法律，但在一個學期後退出以從事演藝生涯。

## 外部連結
- 杰米·李·柯蒂斯在互联网电影资料库（IMDb）上的資料（英文）
- 杰米·李·柯蒂斯访谈 （页面存档备份，存于）
- 杰米·李·柯蒂斯在TV.com
- 潔美·李·寇蒂斯的Instagram帳戶
- 潔美·李·寇蒂斯的X（前Twitter）
- 潔美·李·寇蒂斯的Facebook專頁

| 前任： 安吉拉·巴塞特 | 金球獎最佳音樂及喜劇類電影女主角 1994 | 繼任： 妮可·基德曼 |